# 考古學 (雜誌)
《考古學》（Archaeology）是美國的一本考古學雙月刊雜誌，面向一般民眾，由美國考古學會負責發行。